# Maria Mitchell
Maria Mitchell (Nantucket, 1º agosto 1818 – Lynn, 28 giugno 1889) è stata un'astronoma statunitense, che nel 1847, utilizzando un telescopio, scoprì una cometa che in seguito divenne nota come la "cometa di Miss Mitchell".
Per la sua scoperta ebbe in premio una medaglia d'oro che le fu consegnata dal re Federico VII di Danimarca. Sulla medaglia era scritto: "Non invano osserviamo il sorgere e il calare delle stelle". Maria Mitchell è stata la prima donna americana a lavorare come astronoma professionista.

## I primi anni
Maria Mitchell nacque il 1º agosto 1818, a Nantucket, nel Massachusetts, ed era cugina di quinto grado di Benjamin Franklin. Aveva nove fratelli e sorelle. I suoi genitori, William Mitchell e Lydia Coleman Mitchell, erano quaccheri. Maria Mitchell nacque in una comunità insolita per l'epoca in materia di parità per le donne. I suoi genitori, come gli altri quaccheri, ritenevano importante l'educazione e insistettero per darle la stessa qualità di istruzione che ricevevano i ragazzi. La religione quacchera insegnava, tra le altre cose, l'uguaglianza intellettuale tra i sessi. Inoltre, l'importanza di Nantucket come porto per la caccia alle balene faceva sì che le mogli dei marinai erano lasciate per mesi e talvolta anni a gestire gli affari, mentre i loro mariti erano in mare, favorendo così un clima di relativa indipendenza e di uguaglianza per le donne che gestivano la casa sull'isola. Nonostante questo alle donne di Nantucket tra le altre cose mancava ancora il diritto di proprietà e di voto.
Dopo aver frequentato la scuola Elizabeth Gardener negli anni della sua infanzia, Maria frequentò la North Grammar school, dove William Mitchell fu il primo preside. Due anni dopo la fondazione di quella scuola, quando Maria aveva undici anni, suo padre costruì una sua scuola in Howard Street. Lì era studentessa e anche assistente didattica di suo padre.

A casa, il padre di Maria le insegnò l'astronomia con il suo telescopio personale.

All'età di dodici anni e mezzo, aiutò il padre nel calcolare il momento esatto di un'eclissi lunare.

La scuola di suo padre chiuse, e in seguito frequentò la scuola per giovani donne del ministro unitariano Cyrus Peirce. In seguito lavorò per Peirce come sua assistente all'insegnamento, prima di aprire una sua scuola nel 1835. Un anno dopo le fu offerto un impiego come primo bibliotecario dell'Atheneum di Nantucket, dove rimase per diciotto anni.

## La scoperta della cometa

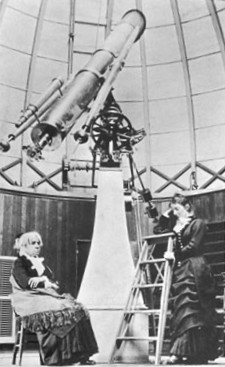
Maria Mitchell (seduta).

Usando un telescopio, scoprì la "Miss Mitchell Comet" (Comet 1847 VI, la designazione moderna è C/1847 T1 Mitchell) nell'autunno del 1847. Alcuni anni prima, il re Federico VI di Danimarca aveva stabilito di premiare con una medaglia d'oro ogni scopritore di una "cometa telescopica" (ovvero troppo debole per essere vista ad occhio nudo).
Il premio doveva essere assegnato al "primo scopritore" di una cometa di questo tipo (si noti che le comete sono spesso scoperte indipendentemente da più di una persona). Quando la Mitchell vinse uno di questi premi, ciò le diede fama mondiale, poiché l'unica donna prima di lei a scoprire una cometa era stata Caroline Lucretia Herschel.

Ci fu un temporaneo problema di priorità, perché Francesco de Vico aveva scoperto indipendentemente la stessa cometa due giorni dopo, ma l'aveva segnalato prima, ma il tutto si risolse a favore della Mitchell. Il premio venne assegnato nel 1848 dal nuovo re Federico VII.

## Carriera
Divenne la prima donna membro dell'American Academy of Arts and Sciences nel 1848 e della American Association for the Advancement of Science nel 1850. In seguito lavorò presso l'U.S. Nautical Almanac Office calcolando le tabelle di posizioni di Venere e viaggiò in Europa con Nathaniel Hawthorne e la sua famiglia.

Divenne professore di astronomia al Vassar College nel 1865, la prima persona (maschio o femmina), nominata in quella facoltà. Venne anche nominata Direttrice del Vassar College Observatory. Dopo aver insegnato per qualche tempo, seppe che, nonostante la sua reputazione ed esperienza, il suo stipendio era inferiore a quello di molti professori più giovani di sesso maschile. Insistette per avere un aumento di stipendio e l'ottenne.

Nel 1842 lasciò la fede quacchera per seguire i principi dell'Unitarianismo. In segno di protesta contro la schiavitù, smise di indossare abiti di cotone. Era amica di varie suffragette come Elizabeth Cady Stanton e fu cofondatrice dell'American Association for the Advancement of Women. Fu anche la prima donna eletta alla American Academy of Arts and Sciences e una delle prime donne elette alla American Philosophical Society (1869, contemporaneamente a Mary Fairfax Somerville e Elizabeth Cabot Agassiz)
Morì il 28 giugno 1889, all'età di 70 anni, a Lynn (Massachusetts). Fu sepolta nel lotto 411 del Prospect Hill Cemetery di Nantucket.

## Riconoscimenti

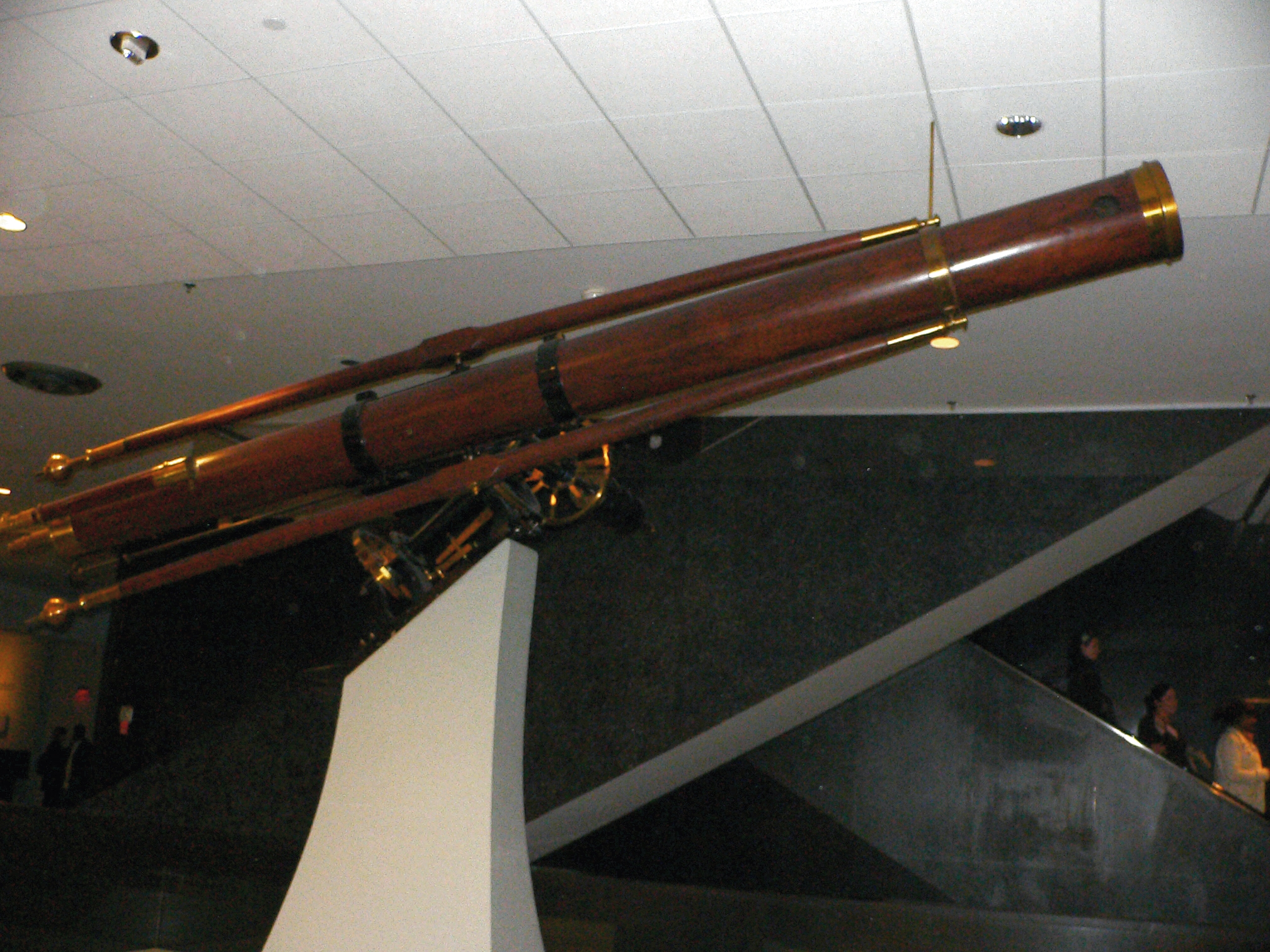
Il telescopio di Maria Mitchell, in mostra nel National Museum of American History dello Smithsonian Institution.

Il Maria Mitchell Observatory di Nantucket è chiamato così in suo onore. L'osservatorio fa parte della Maria Mitchell Association di Nantucket, che mira a preservare le scienze sull'isola. Essa gestisce anche il Natural History Museum, il Maria Mitchell's Home Museum e la Science Library.
È stata anche inserita postuma nella National Women's Hall of Fame.
Porta il suo nome una nave della Seconda guerra mondiale, della classe Liberty, la SS Maria Mitchell.
Le è stato dedicato il cratere Mitchell sulla Luna.
Nel 1902 è stata fondata in sua memoria la Maria Mitchell Association.
È anche conosciuta per la sua famosa frase, "Abbiamo una fame della mente. Vogliamo conoscere tutto intorno a noi e più otteniamo, più desideriamo conoscere".
Nel 1905, la Mitchell è stata inserita nella Hall of Fame for Great Americans, istituzione situata nel Bronx, New York.

## Note

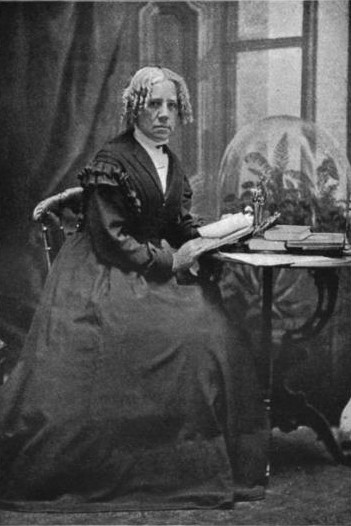
Maria Mitchell.